# مقاطعة جربهاري
منطقة جرباهاري (بالصومالية: Degmada Garbahaarey)‏ إحدى مقاطعات محافظة جدو جنوب غرب الصومال، عاصمتها جربهاري.
تستوطنها قبيلة مريحان، ولهذا اتخذها الرئيس الصومالي السابق محمد سياد بري قاعدة حاول منها إعادة تجميع قواته بعد طرده من العاصمة الصومالية مقديشو في يناير 1991، ويمر في المقاطعة جدول يمتلئ في موسم الأمطار ويتسبب أحيانا بفيضان يقطع الطرق الرئيسية.

## روابط خارجية
- مقاطعات الصومال
- الخريطة الإدارية لقاطعة جربهاري